# Mercato monetario
Il mercato monetario è il mercato finanziario dove vengono negoziati strumenti finanziari con durata inferiore ai dodici mesi. Esso si differenzia quindi dal mercato dei capitali nel quale sono contrattati strumenti con scadenza superiore. La finalità di questa parte di mercato è quella di gestire la liquidità; infatti data la breve durata dei contratti e la presenza di un mercato secondario, l'investitore ha la possibilità di investire temporanee eccedenze di fondi e l'imprenditore può risolvere temporanei fabbisogni con la possibilità di smobilitare nel breve termine l'investimento.